# Ка де Бочи (Модена)
Ка де Бочи је насеље у Италији у округу Модена, региону Емилија-Ромања.
Према процени из 2011. у насељу је живело 16 становника. Насеље се налази на надморској висини од 668 м.